# Ermido Santi
Ermido Santi (Genova, 14 agosto 1923 – 10 febbraio 1997) è stato un politico italiano.
Segretario provinciale UIL, presidente dello Iacp (Istituto autonomo case popolari) e consigliere comunale a Genova, è stato deputato PSI per due legislature nella V e VIII.